# Veias vesicais
As veias vesicais são veias da pelve.